# Zoom
|  | Per a altres significats, vegeu «Zoom (desambiguació)». |

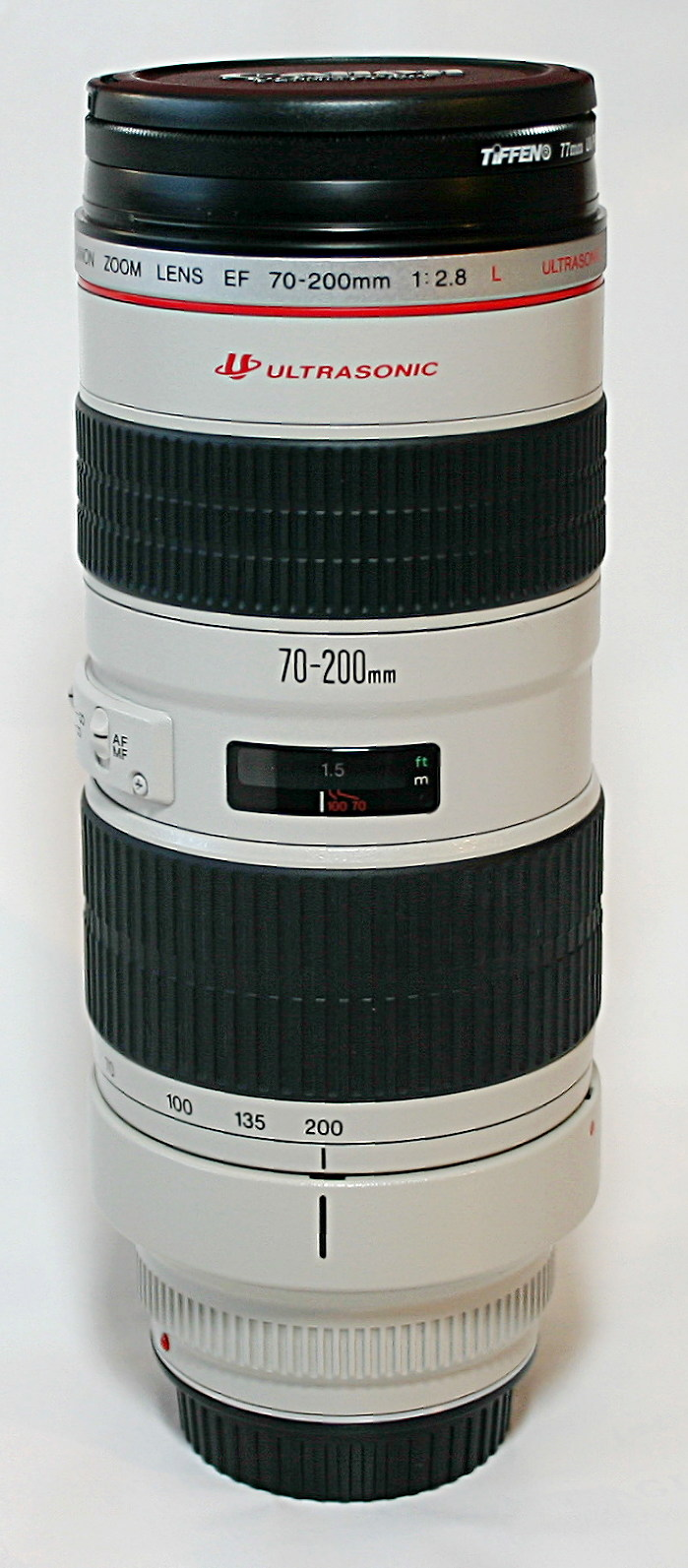
Una lent de 70-200mm de Canon

Un zoom, també anomenat objectiu de focal variable, és un objectiu per a càmeres de fotografia o de cinema en què la distància focal es pot fer variar de forma contínua entre dos límits extrems: de gran angular extrem a gran angular curt (per exemple, en format 135, de 19 a 35 mm), de gran angular a teleobjectiu (p. ex. de 35 a 70 mm), de teleobjectiu curt a teleobjectiu extrem (p. ex. de 100 a 400 mm). Això fa que un zoom pugui substituir uns quants objectius de focal fixa, a més de servir, en les càmeres de cinema, per a fer travellings òptics. La distància focal es canvia girant una anella, en uns zooms, o movent-la longitudinalment, en els altres.
En els primers zooms, l'enfocament canviava quan es variava la distància focal, cosa que feia que primer s'hagués d'ajustar la focal i després enfocar. Avui en dia, tots els zooms mantenen l'enfocament mentre es canvia la focal.
Habitualment, els zooms són menys lluminosos que els objectius de focal fixa. La seua lluminositat, a més, normalment varia a mesura que es canvia la focal: més lluminositat en focals curtes i menys lluminositat en focals llargues.

### Zoom òptic i zoom digital
- El zoom òptic és un tipus d'objectiu que augmenta o disminueix l'acostament de la imatge utilitzant lents de la càmera fotogràfica o de vídeo, alterant la distància focal, tancant el quadre amb el subjecte. Gràcies a l'òptica, aquest tipus de zoom aconsegueix un acostament real a l'objecte i no necessita reproduir digitalment la imatge, com sí que succeeix en el cas del zoom digital. És l'únic zoom que realment és important en les càmeres i, per tant, és el més costós de produir.[1]

- El zoom digital sol ser una retallada de la fotografia. S'elimina part dels marges, de manera que s'engrandeix la part central de la imatge. En conseqüència, s'empra només una part del sensor, la qual cosa implica l'ús d'una quantitat menor de píxels i, per consegüent, una reducció en la qualitat de la imatge.

Una lent de zoom o lent d’òptica zoom és un tipus de lent parfocal que manté el focus quan canvia la seva distància focal. Tot i que la majoria de les lents de zoom adquiribles no mantenen el focus perfecte, són gairebé parfocals. Moltes de les càmeres instaurades en telèfons mòbils anunciats amb zoom òptic, en realitat, utilitzen unes poques càmeres de diferents focals fixes, les quals es combinen amb zoom digital per fer un sistema híbrid.

## Història
Les primeres lents zoom van sorgir per als telescopis per l'any 1834. Ja entre les primeres patents de teleobjectius apareixien aquells amb lents mòbils i la possibilitat de canviar la distància focal. No obstant això cada vegada que variava la distància focal era necessari tornar a enfocar. Aquestes lents es diuen varifocals. Avui dia s'empren els objectius varifocals en càmeres digitals i de video on l'enfocament és automàtic i això no suposa un inconvenient.
El primer objectiu zoom real, que mantenia l'enfocament en variar la distància focal, va ser patentat el 1902 per Clile C. Allen. Però va ser el Bell and Howell Cooke "Varo" 40-120mm per a càmeres de cinema de 35mm, introduït el 1932, el primer objectiu produït industrialment.
El primer objectiu zoom per càmera fotogràfica SLR de 35mm va ser el Zoom 1:2,8/36-82 mm que la marca alemanya Voigtländer va presentar al maig de 1959. Un objectiu molt lluminós i versàtil dissenyat per Frank G. Back qui no només va inventar les lents sinó també el terme "zoom".
En el mateix any Nikon també va presentar un zoom 1:4,0-4,5/85-250 mm per a la seva nova SLR Nikon F.
Des de llavors, i en especial a partir de mitjans dels 80 amb l'ajuda dels ordinadors, s'ha anat millorant la tècnica aconseguint majors variacions en objectius més petits, sent habitual a partir dels anys 90 zooms de factor x10 o fins i tot més. Com a exemples: Tamron presentà el 1992 la seva Revoluzoom 28-200, un objectiu de baix cost en una grandària molt compacte.

## Qualitats

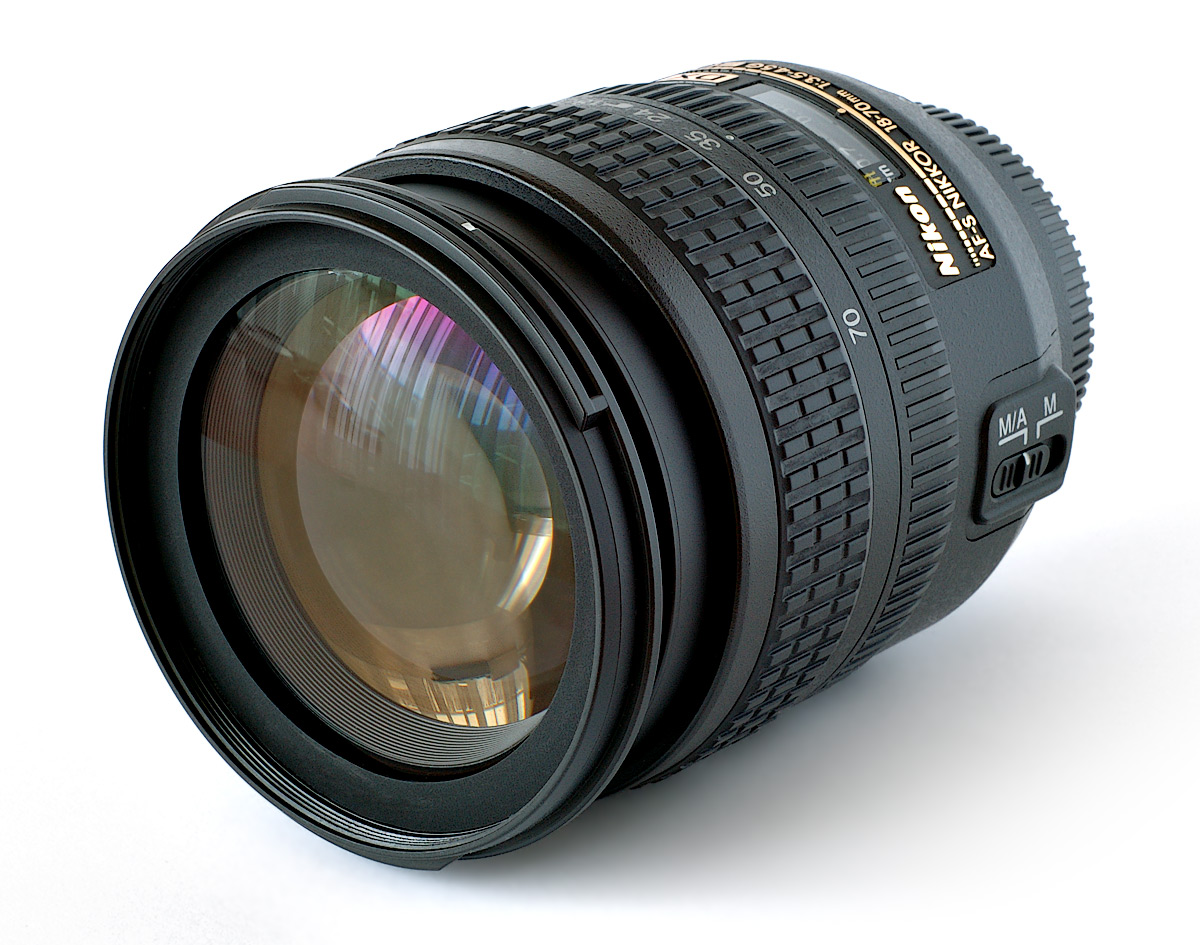
Nikon Nikkor 18-70 AF-S DX/3.5-4.5 G IF-ED.

Les propietats bàsiques d'un objectiu zoom són la seva distància focal mínima i màxima, així com el seu valor de lluminositat per a la seva distància focal mínima i màxima. El quocient entre la màxima i la mínima distància focal possible es denomina factor zoom i sol ser representat pel quocient acompanyat per una 'x'.
Llavors, què significa x2, x3, ... x10?
Quan ens diuen que una càmera té un zoom òptic x2, x3, o x10, al que s'estan referint és al fet que la focal màxima és 2, 3 o 10 vegades la focal mínima. Aquesta fórmula, aplicada a un objectiu estàndard d'iniciació dels que incorporen les càmeres rèflex de gamma bàsica, típicament 18-55mm, ens donaria que aquest objectiu té un zoom òptic x3. Un 18-70 seria gairebé x4, i un 18-200, considerat com un objectiu tot terreny al món reflex per la seva gran cobertura de focals, un x11.
El zoom òptic i el zoom digital són dues característiques que solen descriure a les càmeres digitals compactes. Encara que els objectius zoom ofereixen avui dia una bona qualitat, a causa d'un disseny més complex amb major nombre de lents, no són de tan bona qualitat.

## Ús
Els grups de lents en l'objectiu es desplacen en girar un anell de l'objectiu o en prémer un botó en el cas dels "power zoom" (zoom motoritzats) en les càmeres compactes o de vídeo, d'aquesta manera varia la distància focal i amb això l'espai que entrarà en l'enquadrament de la foto.

Enquadrament d'un zoom

## Aplicacions
Els objectius zoom són una opció pràctica, còmoda i econòmica en substitució a un joc de diferents objectius de focals fixes que poden cobrir des de grans angulars a teleobjectius. L'ús d'un zoom evita haver d'estar canviant constantment d'objectius, evitant una tasca fins i tot delicada en ambients de pols o humitat, i estalviant un temps de vegades decisiu. Per contra, la comoditat del seu maneig comporta fàcilment al fet que fotògrafs no experimentats descurin la composició d'una fotografia. A la filmació d'una pel·lícula, el zoom no pot usar com a substitut del travelling.
Un exemple de l'aplicació del zoom en cinema és el Dolly Zoom o «efecte Vertigen», utilitzat per primer cop a la pel·lícula Vertigen (1958) d'Alfred Hitchcock. Més endavant també s'utilitzà en la pel·lícula Tauró (1975) de Steven Spielberg. Es tracta d'una tècnica cinematogràfica explorada pel director Alfred Hitchcock per primer cop que juga amb el zoom i la mobilitat de la càmera. El seu ús fa provocar un sentiment de vertigen, desorientació, neguit i sorpresa als espectadors.